# Leonzio Pilato
Leonzio Pilato (Seminara, inizi del XIV secolo – Mare Adriatico, 1365) è stato un monaco cristiano e traduttore italiano di Reggio Calabria.
Discepolo di Barlaam, fu uno dei primi promotori dello studio della lingua greca nell'Europa occidentale e traduttore di Omero.
Questa traduzione, in prosa latina, fu realizzata per Boccaccio e in seguito inviata a Petrarca, e fu l'unica possibilità per i due di avvicinarsi al poeta greco, a causa della loro ignoranza della lingua.
Fornì anche a Boccaccio il materiale per la sua opera Genealogia deorum gentilium libri, sulla genealogia degli dei pagani.

## Biografia
Poco si conosce della vita di questo monaco calabrese prima dell'incontro con Petrarca e Boccaccio. La figura di Leonzio Pilato è comunque rimasta in ombra per secoli a causa del fatto che i suoi manoscritti, insieme alle notizie su di lui, sono rimasti nelle biblioteche o andate perdute del tutto.
Sul luogo di nascita di Leonzio la confusione nacque dal fatto che egli amava definirsi "Tessalo come il grande Achille". Ispirato dall'amore che provava per la sua patria spirituale e letteraria, affermava così il suo essere figlio soprattutto di una cultura senza confini come quella greca. Egli era in verità nato a Seminara, sulle colline poco sopra Reggio Calabria.
In una famosa lettera a Boccaccio, Petrarca ne individua l'origine come assolutamente calabrese:
(Francesco Petrarca, Sen., III, 6)

### Allievo di Barlaam in giro per le corti
Non si sa con esattezza quando nacque ma si sa, dalle sue stesse parole, che Barlaam di Calabria, altro grande monaco calabro, nato anch'egli a Seminara, lo volle come discepolo. Nel 1342 era a Gerace quando Barlaam divenne vescovo.
Lasciata, insieme al suo maestro Barlaam, la Calabria, Leonzio Pilato fu ospite, non sempre gradito, delle corti umanistiche più in vista: nella Napoli di Roberto d'Angiò conobbe per la prima volta Giovanni Boccaccio, definito "il suo discepolo più amato"; a Padova conobbe invece Francesco Petrarca. Firenze, Siena e Venezia, gli valsero ognuna la conoscenza, oltre che di uomini nuovi, anche degli antichi, il Digesto di Giustiniano sopra tutte le altre cose. Verso il 1350 Leonzio si recò a Creta, forse a perfezionare la sua padronanza della lingua greca classica.

### L'incontro con Petrarca e Boccaccio
Nell'inverno del 1358 Leonzio, per seguire corsi di studio, si reca a Padova, dove un giurista lo presenta a Petrarca, alla ricerca di un traduttore delle opere di Omero: Leonzio comincia a tradurre i primi cinque libri dell'Iliade, ma interrompe il lavoro per recarsi ad Avignone sulla tomba del suo maestro Barlaam che era morto di peste.
Nel 1359 si spostò a Venezia, preparandosi a passare ad Avignone in cerca di fortuna presso la Curia papale. Lo raggiunge Giovanni Boccaccio, inviato dal Petrarca nel tentativo di trattenerlo in Italia per continuare le traduzioni dell'Iliade e dell'Odissea. Per convincerlo Boccaccio gli promise la cattedra di greco nello Studio Fiorentino e uno stipendio. Poiché le lezioni nello Studio Fiorentino iniziavano il 18 ottobre di ogni anno, è certo che Pilato continua le traduzioni dall'autunno del 1360 fino al 1362, periodo in cui tiene cattedra traducendo brani di Euripide, forse di Aristotele e, soprattutto, Omero. Il suo metodo - che prevedeva una traduzione in prosa molto letterale, definibile "verbum de verbo" - lascia piuttosto perplesso il Petrarca, che intanto ne seguiva le vicende.
Nel novembre del 1362, terminata l'opera, Leonzio riprende la via di Venezia, presso Petrarca, senza consegnargli però le opere tradotte e commentate. Le porterà con sé pochi mesi dopo quando si imbarcherà per Costantinopoli, da lui prescelta per la continuazione dei suoi studi.
Sulla via del ritorno da Bisanzio, nel 1365, percorrendo la traversata verso Venezia la sua nave fa naufragio in prossimità del golfo di Venezia. Leonzio muore e, assieme a lui, spariscono i libri che probabilmente aveva con sé.